# Jesse Chuku
Jesse Ayo Chuku (Londra, 15 marzo 1993) è un ex cestista e youtuber britannico.